# Little Falls (New York)
Little Falls is een plaats (city) in de Amerikaanse staat New York, en valt bestuurlijk gezien onder Herkimer County.

## Demografie
Bij de volkstelling in 2000 werd het aantal inwoners vastgesteld op 5188.
In 2006 is het aantal inwoners door het United States Census Bureau geschat op 4980, een daling van 208 (-4.0%).

## Geografie
Volgens het United States Census Bureau beslaat de plaats een oppervlakte van
10,2 km², waarvan 9,8 km² land en 0,4 km² water. Little Falls ligt op ongeveer 203 m boven zeeniveau.

## Plaatsen in de nabije omgeving
De onderstaande figuur toont nabijgelegen plaatsen in een straal van 16 km rond Little Falls.